# Riccardia robbinsii
Riccardia robbinsii là một loài rêu trong họ Aneuraceae. Loài này được Hewson & Grolle mô tả khoa học đầu tiên năm 1966. Danh pháp khoa học của loài này chưa được làm sáng tỏ. 